# Comitatul Abaúj-Torna
Comitatul Abaúj-Torna, cunoscut și ca Varmeghia Abaúj-Torna (în maghiară Abaúj-Torna vármegye, în germană Komitat Abaujwar-Tornau, în latină Comitatus Abaujvariensis et Tornensis, în slovacă Abovsko-turnianska župa), a fost o unitate administrativă a Regatului Ungariei în perioada 1882-1920. Teritoriul său se află actualmente în estul Slovaciei și în nord-estul Ungariei. Capitala comitatului a fost orașul Cașovia (în germană Kaschau, în latină Cassovia, în maghiară Kassa, în slovacă Košice).

## Geografie
Comitatul Abaúj-Torna se învecina la vest cu comitatele Borsod și Gömör-Kishont (Gemer-Malohont), la nord cu comitatele Szepes (Spiš) și Șaroș (Sáros, Šariš) și la est și sud cu Comitatul Zemplén (Zemplín). Râurile Hornád și Bodva curgeau pe teritoriul său. Suprafața comitatului în 1910 era de 3.317 km², incluzând suprafețele de apă.

## Istorie
Comitatul Abaúj-Torna a fost o unitate administrativă formată prin unirea comitatelor Abaúj (Abov) și Torna (Turňa). El a existat în trei perioade în secolele XVIII, XIX și XX: mai întâi din 1785 și până în 1790, iarăși din 1848 până în 1859 și în cele din urmă din 1882 până la sfârșitul primului război mondial.
La sfârșitul Primului Război Mondial, partea de nord a comitatului Abaúj-Torna a devenit parte componentă a noului stat Cehoslovacia (ca Abovskoturnianska župa), aceste modificări de granițe fiind recunoscute prin Tratatul de la Trianon (1920). A continuat să existe ca unitate administrativă până în 1922. Partea de sud a rămas pe teritoriul Ungariei, păstrând denumirea de comitatul Abaúj-Torna, cu capitala Szikszó.
Ca urmare a prevederilor controversate ale Primului arbitraj de la Viena (noiembrie 1938), majoritatea părții cehoslovace a fostului comitat a intrat sub control maghiar. Ea a fost alipită la comitatul Abaúj-Torna, având capitala la Cașovia. După al doilea război mondial,  au fost restaurate granițele stabilite în urma Tratatului de la Trianon și comitatul ungar Abaúj-Torna a fuzionat cu comitatul Borsod și cu partea ungară a comitatului Zemplén, formând județul Borsod-Abaúj-Zemplén. În 1993, Cehoslovacia s-a divizat și partea de nord a fostului comitat Abaúj-Torna a devenit parte a regiunii Košice din Slovacia independentă.

## Demografie
În 1910, populația comitatului era de 202.288 locuitori, dintre care: 
- Maghiari -- 156.668 (77,44%)
- Slovaci -- 36.067 (17,82%)
- Germani -- 6.520 (3,22%)
- Ruteni -- 387 (0,19%)
- Alții -- 2.444 (1,20%)

Din punct de vedere al confesiunii religioase, 118.179 erau romano-catolici, 42.728 reformați, 20.089 greco-catolici, 14.251 israeliți și 6.832 evanghelici luterani.
În 1941, populația comitatului era de 226.861 locuitori, dintre care: 
- Maghiari -- 203.438 (89,67%)
- Slovaci -- 18.879 (8,32%)
- Bunjevci -- 2.581 (1,13%)
- Germani -- 904 (0,39%)
- Rromi -- 623 (0,27%)
- Ruteni -- 256 (0,11%)
- Români -- 72
- Croați -- 3
- Alții -- 105

Din punct de vedere al confesiunii religioase, 140.377 erau romano-catolici, 45.384 reformați, 22.476 greco-catolici, 14.764 israeliți, 4.773 evanghelici luterani, 339 ortodocși, 116 baptiști și 55 unitarieni.

## Subdiviziuni

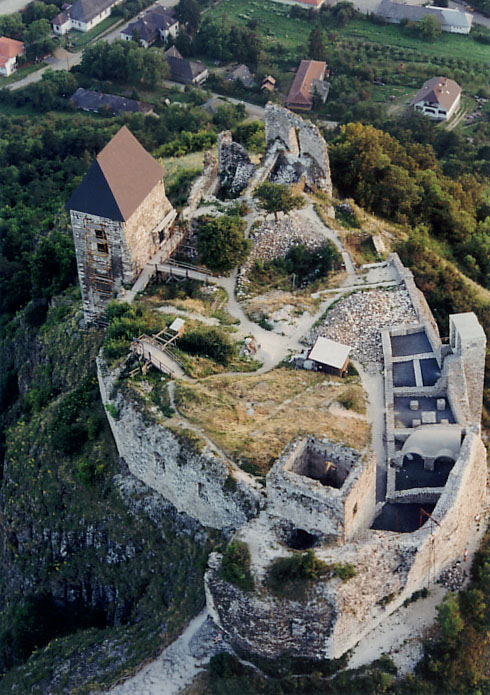
Fotografie aeriană a Castelului Füzér

La începutul secolului 20, subdiviziunile comitatului Abaúj-Torna (Abov-Turňa) erau următoarele:
| Districte (járás)                            | Districte (járás)             |
| District                                     | Capitală                      |
| -------------------------------------------- | ----------------------------- |
| Cserehát                                     | Szepsi --- Moldava nad Bodvou |
| Füzér                                        | Hernádzsadány --- Ždaňa       |
| Gönc                                         | Abaújszántó                   |
| Kassa                                        | Kassa --- Košice (Cașovia)    |
| Szikszó                                      | Szikszó                       |
| Torna                                        | Torna --- Turňa nad Bodvou    |
| Comitate urbane (törvényhatósági jogú város) |                               |
| Kassa --- Košice (Cașovia)                   |                               |

Orașele Füzér, Szikszó, Gönc și Abaújszántó se află în prezent în Ungaria.